# Gavin Portland
Gavin Portland ist eine 2005 gegründete Post-Hardcore-Band aus Reykjavík in Island.

## Geschichte
Gavin Portland gründeten sich 2005 in Reykjavík und nahmen von Ende September bis Ende Januar 2006 ihre erste EP I: The End of Every Minute auf, die am 29. Januar erschien. Schon Anfang April wurde die zweite EP, II: …tell us how it ended, tell us how we died aufgenommen. Diese wurde bei der folgenden Tour durch Island verkauft. Am 6. September waren die Aufnahmen für das Debütalbum III: Views of Distant Towns beendet. Es enthält neun Songs, von denen zwei schon auf den EPs waren. Das Plattenlabel 12 Tónar veröffentlichte das Album am 13. September 2005 in Island. Am 18. Oktober spielten Gavin Portland auf dem Iceland-Airwaves-Festival in Reykjavík.
Die Musikzeitschrift Visions wählte das Album im Januar 2008 zu den Schönheiten des Monats, nennt das Album „eines der wichtigsten (Post-)Hardcore-Alben des Jahres“ und beschreibt Gavin Portland als „eine Band […], die bereits mit dem Debütalbum auf Augenhöhe mit den ganz Großen steht.“
Þórir Georg Jónsson tritt auch unter dem Namen My Summer As A Salvation Soldier als Songwriter auf. Er hat bisher zwei Alben veröffentlicht.

## Stil
Das Musikmagazin Kerrang vergleicht die Band mit Shellac, Quicksand und Fireside. Die Visions erwähnt Fugazi und The Jesus Lizard.

## Diskographie
- 2006: I: The End of Every Minute (EP, kein Label)
- 2006: II: …tell us how it ended, tell us how we died (EP, kein Label)
- 2006: III: Views of Distant Towns (12 Tónar)
- 2010: IV: Hand In Hand With Traitors, Back to Back With Whores (Cargo Records)